# Günther Goldschmidt
Günther Goldschmidt (* 21. Mai 1894 in Gotha; † 18. Februar 1980 in Rom) war ein deutscher Bibliothekar.

## Leben
Goldschmidt studierte Philosophie, Germanistik und Klassische Philologie in Jena und Göttingen, wo er 1921 auch promoviert wurde. Schon 1917 begann er als Hilfsarbeiter an der Universitätsbibliothek in Jena, 1919 ging er an die Universitätsbibliothek Göttingen, wo er ab 1921 als Volontär die Ausbildung machte. Nachdem er einige Zeit an die Universitätsbibliothek Gießen beurlaubt war, machte er 1923 die Fachprüfung und wurde im Anschluss als Bibliotheksassessor in Göttingen übernommen. Weitere berufliche Stationen waren die Universitätsbibliothek Marburg (1923–1925), die Staats- und Universitätsbibliothek Königsberg (1925–1932) sowie die Universitätsbibliothek Münster ab 1932.
In der Schlussphase des Ersten Weltkriegs war Goldschmidt Mitglied der nationalistischen Deutschen Vaterlandspartei. 1920 exponierte er sich in Aufsätzen als Vertreter der Dolchstoßlegende.
1933 wurde er wegen „nicht arischer Abstammung“ aufgrund des nationalsozialistischen Gesetzes zur Wiederherstellung des Berufsbeamtentums zwangspensioniert. Er emigrierte in die Schweiz und war dort von 1934 bis 1949 mit der Katalogisierung der mittelalterlichen medizinischen Handschriften der Universitätsbibliotheken der Schweiz beauftragt.
1949 kehrte er in die Bundesrepublik Deutschland als Bibliotheksrat an die Universitätsbibliothek Münster zurück. 1952 wurde er dort Erster Bibliothekar, rückwirkend vom 1. April 1934. Goldschmidt wurde 1959 pensioniert. Seit 1964 lebte er in Rom.

## Schriften (Auswahl)
- als Hrsg.: Heliodori carmina quattuor ad fidem codicis Casselani. Töpelmann, Gießen 1923.
- Heliodors Gedicht von der Alchemie. In: Studien zur Geschichte der Chemie: Festgabe für Edmund O. v. Lippmann; zum 70. Geburtstage dargebracht aus nah und fern und im Auftrage der Deutschen Gesellschaft für Geschichte der Medizin und der Naturwissenschaften. Springer, Berlin 1927, S. 21–27.
- als Hrsg.: Manuscrits d’Allemagne, d’Autriche, de Danemark, de Hollande et de Suisse: en appendice. 2 Bände. Secretariat administratif de l’U.A.I., Brüssel 1932 (= Catalogue des manuscrits alchimiques grecs. Band 4).
- Der Ursprung der Alchemie. In: Ciba-Zeitschrift. Band 5, 1938, Nr. 57, S. 1950–1983.
- Die mittelalterliche Alchemie. In: Ciba-Zeitschrift. Band 6, 1939, Nr. 65, S. 2234–2268.
- Ein Pseudo-Apuleiusfragment in einer Zürcher Handschrift. In: Gesnerus 1 (1943) Heft 2, S. 59–63[2]
- Medizin im alten Basel und die medizinischen Handschriften der Universitätsbibliothek Basel. In: Beiträge zur Geschichte der Naturwissenschaften und der Technik in Basel. Graf, Olten [u. a.] [1959], S. 15–22.
- als Hrsg.: Der wissenschaftliche und juristische Nachlaß von Anton Matthias Sprickmann. Univ.-Bibl., Münster 1979.